# Borg (opstal)
Een borg (ook: börg) is de Groningse variant van een burcht, oftewel een versterkt kasteel. In het standaardwerk van W.J. Formsma worden er meer dan 200 beschreven. Een huis zonder adellijke rechten wordt soms ook een borg genoemd, als deze een fraaie uitstraling heeft. De belangrijkste voorbeelden hiervan zijn de veenborgen in de veenkoloniën, maar hiernaast zijn er vele gebouwen in de provincie Groningen die, soms ook als spotnaam, de toevoeging 'borg' dragen.

## Ontstaan
De provincie Groningen kende in de middeleeuwen geen landsheer. Er was geen centraal gezag. Het bestuur, en dan met name de rechtspraak, werd op lokaal niveau door de bewoners zelf vormgegeven. Oorspronkelijk bestond er een systeem waarbij de rechtersfunctie rouleerde over de eigenaren van de verschillende boerderijen (heerden). Sommige boeren wisten zich binnen dat systeem op te werken en gingen hun boerderij versterken. Daaruit ontstonden de eerste steenhuizen (vergelijkbaar met de Friese stinsen). Een dergelijke behuizing, in oorsprong een versterkte boerderij, verschafte een zekere veiligheid aan de bewoners en omwonenden. 
Toen deze beschermende functie verloren ging doordat eventuele aanvallers konden beschikken over verbeterde vormen van geschut, werd vanaf de 15e eeuw overgegaan tot het uitbouwen van het steenhuis naar luxueus ingerichte buitenverblijven, vaak door het aanbouwen van vleugels. Met name in de 17e en 18e eeuw nam dit een grote vlucht.
In de 17e en 18e eeuw nam het aantal borgen af doordat de adellijke families de gewoonte hadden om veel met elkaar te trouwen. Er kwam mede daardoor weinig adel bij. Borgheren kochten soms meerdere borgen om daarmee de rechten te verkrijgen die bij een borg behoorden. De borg zelf bleef niet zelden leegstaan bij gebrek aan bewoner en verviel langzaam, totdat deze uiteindelijk werd gesloopt of verbouwd tot boerderij. Echter, ook de niet-adellijke Groninger regentengeslachten kochten soms borgen om deze als buitenhuis te gebruiken. 
In de Franse tijd verloren de eigenaren van de borgen veel van hun rechten, waardoor hun inkomsten sterk terugliepen. In de 19e eeuw waren er dan ook vele borgen waarvan de eigenaar het onderhoud niet langer kon betalen. Deze borgen werden vaak op afbraak verkocht. Begin 20e eeuw werd de borg Dijksterhuis als laatste gesloopt. Sindsdien zijn de resterende borgen op de monumentenlijst geplaatst.

## Rechten
Hoewel een borg zelf oorspronkelijk geen bestuurlijke functie vervulde, verwierven de borgen zich in de loop van de tijd wel een bepaalde status. Oorspronkelijk was het eigendom van land de bepalende factor in het rotatiesysteem van rechters (hoe groter het bezit, hoe vaker men aan de beurt was). Het bezit van een steenhuis, later een borg, was een uiting van bezit. Dat bezit was oorspronkelijk persoonlijk, maar werd meer en meer gekoppeld aan de borg. De eigenaar van de borg verbond zijn persoonlijke rechten aan zijn zakelijke recht op de borg. Werd de borg verkocht dan werden de oorspronkelijk persoonlijke rechten mee verkocht. De bezitter van de borg ontwikkelde zich zo van herenboer tot jonker.
Vanwege de koppeling tussen huis en bepaalde rechten wordt de benaming borg in Groningen soms gereserveerd voor huizen waaraan rechten waren verbonden. Echte borgen zijn in Groningen volgens die definitie alleen te vinden in Hunsingo, Fivelingo en het Westerkwartier. In de andere gebieden van Groningen (Gorecht, Oldambt, Reiderland en Westerwolde) had de stad in de loop van de tijd alle rechten verworven. In die gebieden staan wel borgen, maar daaraan waren geen rechten verbonden.

## Veenborgen en tichelborgen
De Groninger Veenkoloniën zorgden voor een grote rijkdom bij veenbazen en andere eigenaren. Zij lieten vanaf de 17e eeuw grote buitenverblijven bouwen, die bekendstaan als veenborgen (bijvoorbeeld Welgelegen), maar waaraan doorgaans geen rechten waren verbonden. Ook daarvan werden de meeste later gesloopt. Daarnaast werden in die tijd ook tichelborgen gebouwd, waarnaast zich een tichelwerk (steenbakkerij) bevond, zoals De Brake, Rusthoven en Vliethoven. Een ander voorbeeld van een borg zonder rechten is Ekenstein, dat gebouwd werd in opdracht van een Groninger burgemeester.

## Bestaande borgen
Groningen telde ooit meer dan 200 borgen, waarvan veel door schulden verdwenen; de eigenaren werden gedwongen te verkopen, waarna de borg werd geslecht. Als best bewaarde borgen van Groningen worden gezien de Menkemaborg en de Fraeylemaborg. De nog bestaande borgen zijn (deels veenborgen, tichelborgen of 19e-eeuwse landhuizen):
| Naam                                                 | Nabij of in          | Foto |
| ---------------------------------------------------- | -------------------- | ---- |
| Allersmaborg                                         | Ezinge               |      |
| Breedenborg***                                       | Breede (bij Warffum) |      |
| Coendersborg***                                      | Nuis                 |      |
| Ekenstein                                            | Tjamsweer            |      |
| Ennemaborg*                                          | Midwolda             |      |
| Ewsum                                                | Middelstum           |      |
| Fraeylemaborg                                        | Slochteren           |      |
| Iwema-steenhuis                                      | Niebert              |      |
| Menkemaborg                                          | Uithuizen            |      |
| Nienoord***                                          | Leek                 |      |
| Piloersemaborg (of Hamsterborg)                      | Den Ham              |      |
| Rensumaborg                                          | Uithuizermeeden      |      |
| Rusthoven**                                          | Wirdum               |      |
| Verhildersum                                         | Leens                |      |
| Vliethoven**                                         | Delfzijl             |      |
| Welgelegen*                                          | Kleinemeer           |      |
| Huis te Wedde                                        | Wedde                |      |
| *veenborg **tichelborg *** 19e of 20e-eeuws landhuis |                      |      |

## Borgstee
De plek waar een afgebroken borg heeft gestaan is vaak nog goed herkenbaar in het terrein. De gracht is vaak nog aanwezig. Zo'n plek wordt borgstee of borgstede genoemd. In enkele dorpen wordt zo'n plek gekoesterd en tot monument verklaard.
In mei 2007 werd bekend dat archeologen in Uithuizen de restanten van een borg uit de 13e eeuw hadden gevonden. De grachtengordel en een deel van het fundament zijn nog intact. Mogelijk is dit de Takumaborg waarnaar de archeologen op zoek waren.
Het resultaat van het archeologisch onderzoek te Uithuizen is vastgelegd in het in mei 2008 verschenen boekje "De steenhuizen Aylbada en Takuma nabij Uithuizen (Gr). Een zoektocht naar twee middeleeuwse steenhuizen". Het 64 pagina's tellend boekje is een uitgave van de gemeente Eemsmond en geschreven door Bouwe Luurtsema.

### Afzonderlijke borgen
- Jan Battjes en Hans Ladrak, Van steenhuis tot borg. De bouwhistorie van de Menkemaborg, Groningen 2005

- Jan Battjes en Hans Ladrak, De toren uit het midden, bouwhistorie en ontwerpmethodiek van de Fraeylemaborg en het Slochterbos, Groningen 2010
- R.A. Luitjens-Dijkveld Stol, De borg Verhildersum en zijn bewoners, Groningen 1970
- Fokko J. Veldman en L. Veldman-Planten, Menkemaborg, Zutphen 1996
- Jacob G.N. Renaud en E. van Dijk, De burcht te Wedde, Groningen 1959, 2e dr. 1971
- Reint Wobbes, Ewsum. De borg en zijn bewoners, z.pl. 2019